# Gouvernement de Płock
1837–1915
Entités suivantes :
- Deuxième république de Pologne

Le gouvernement de Płock (en russe : Плоцкая губерния, en polonais : Gubernia płocka) est une division administrative de l’Empire russe, située dans le royaume de Pologne, avec pour capitale la ville de Płock. Créé en 1837, le gouvernement exista jusqu’en 1915.

## Géographie
Au nord, le gouvernement de Płock a une frontière commune avec l’Empire allemand, à l’est avec le gouvernement de Łomża et au sud avec celui de Varsovie.

## Subdivisions administratives
Au début du XXe siècle, le gouvernement de Płock était divisé en 7 ouïezds : Lipno, Mława, Płock, Przasnysz, Rypin, Sierpc et Ciechanów.

## Population
En 1897, la population du gouvernement s'élevait à 553 633 habitants, dont 80,9 % de Polonais, 9,3 % de Juifs, 6,5 % d'Allemands et 2,7 % de Russes.